# Bray (Eure)
Bray ist eine französische Gemeinde mit 400 Einwohnern (Stand: 1. Januar 2022) im Département Eure in der Region Normandie (vor 2016 Haute-Normandie). Sie gehört zum Arrondissement Bernay und zum Kanton Brionne. Die Einwohner werden Brayens genannt.

## Geographie
Bray liegt etwa 28 Kilometer westnordwestlich von Évreux. Umgeben wird Bray von den Nachbargemeinden Écardenville-la-Campagne im Norden, Combon im Osten und Südosten, Le Plessis-Sainte-Opportune im Südosten und Süden, Barc im Süden und Südwesten, Beaumontel im Westen sowie Goupil-Othon im Nordwesten.

## Bevölkerungsentwicklung
| Jahr                       | 1962 | 1968 | 1975 | 1982 | 1990 | 1999 | 2006 | 2019 |
| Einwohner                  | 214  | 208  | 191  | 189  | 244  | 246  | 262  | 398  |
| Quellen: Cassini und INSEE |      |      |      |      |      |      |      |      |

## Sehenswürdigkeiten
- Kirche Notre-Dame aus dem 13. Jahrhundert, Umbauten aus dem 16. und 18. Jahrhundert

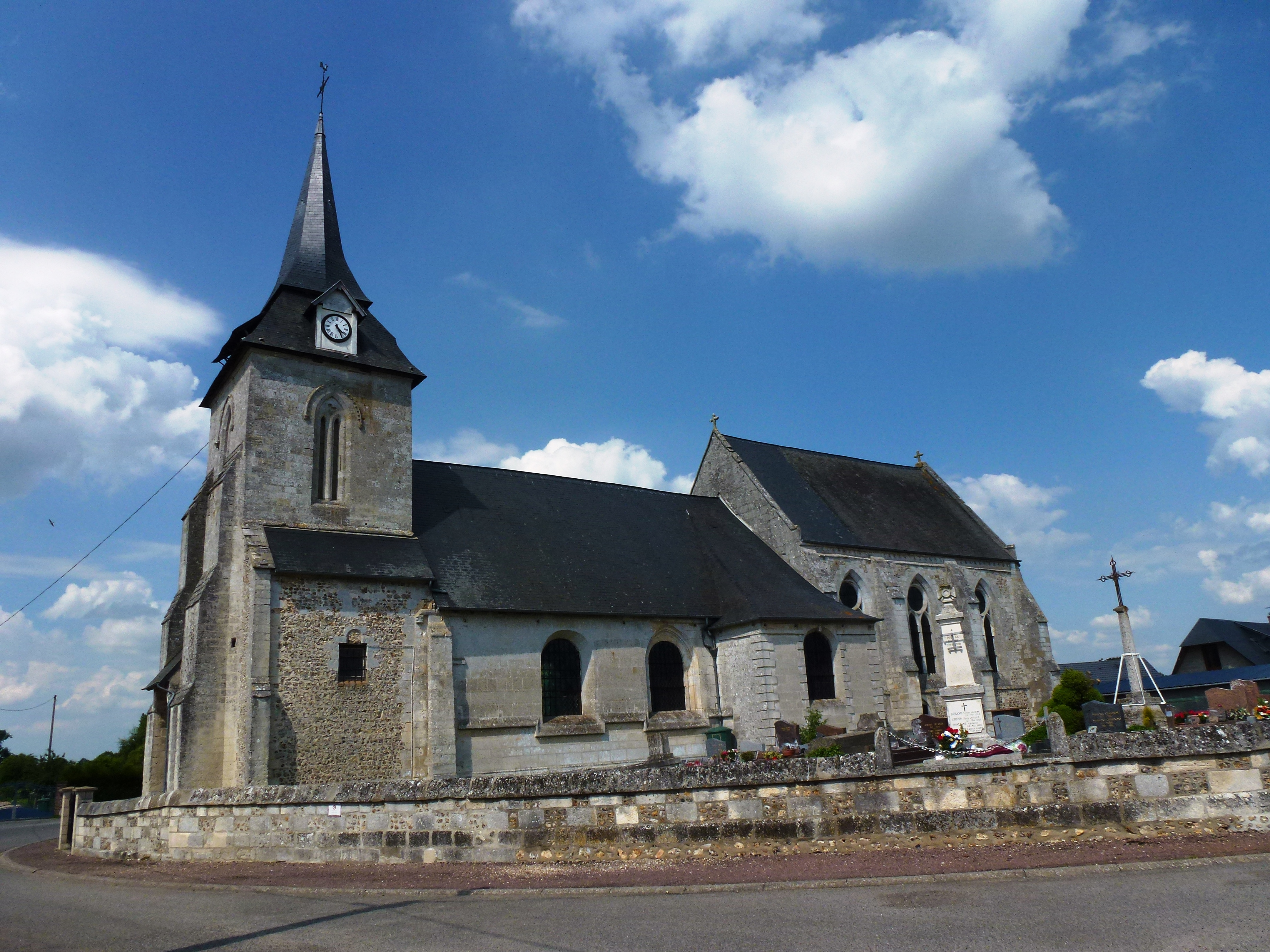
Kirche Notre-Dame